# Barcaccia (teatro)

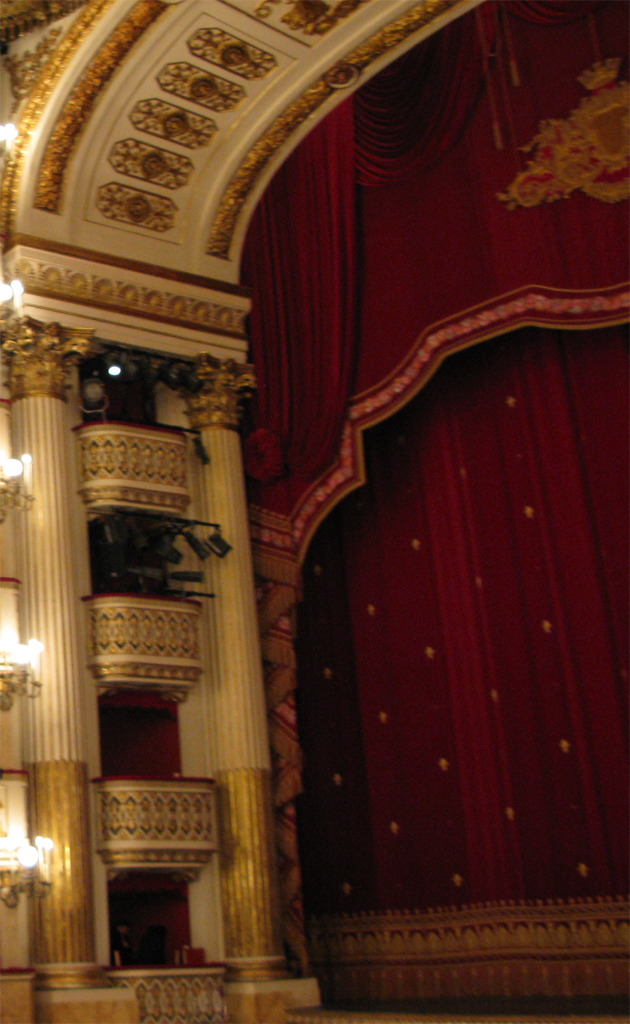
Particolare della barcaccia del Teatro di San Carlo, a Napoli

Nel linguaggio teatrale (riferito in particolare all'opera lirica), con il termine barcaccia ci si riferisce alla serie di palchetti posti immediatamente a lato del palcoscenico in un teatro.
Spesso i palchetti direttamente sul palco, che sono di dimensioni maggiori rispetto quelli degli altri ordini, erano occupati dai regnanti che, invece di assistere alle rappresentazioni dal palco reale, preferivano ammirare gli artisti a pochi metri di distanza.